# Kim Possible : La Clé du temps
Série Kim Possible
Kim Possible, le film : Mission Cupidon
(2005)
Pour plus de détails, voir Fiche technique et Distribution.
Kim Possible : La Clé du temps (Kim Possible: A Sitch in Time) est un téléfilm d'animation américain réalisé par Steve Loter et diffusé le 28 novembre 2003 sur Disney Channel.
C'est la première adaptation en long-métrage de la série d'animation Kim Possible. Il se déroule au cours de la deuxième saison de la série. Une version du téléfilm découpée en trois parties a d'ailleurs été montée et incluse dans la série pour faciliter les futurs rediffusion.
Bien que diffusé sur Disney Channel, le téléfilm ne fait pas partie de la collection des Disney Channel Original Movie. Il est suivi par un second téléfilm, Kim Possible, le film : Mission Cupidon, diffusé en 2005 et se déroulant après la troisième saison.

## Synopsis
C'est la rentrée au lycée de Middleton mais rien ne se passe comme prévu. Robin Trépide, le meilleur ami et acolyte de Kim Possible, doit déménager en Norvège, loin d'elle. En plus de cela, le Dr Drakken et Shego se sont alliés à Duff Killigan et lord Hugo Rille pour s'emparer du tout-puissant Singe du Temps.
Mais le pouvoir du Singe du Temps provoque un désordre temporel qui peut contrarier le présent, le passé et le futur. Kim va donc devoir trouver un moyen de sauver le monde en voyageant dans le temps tout en faisant attention à ne pas changer son destin et celui de ses amis.

## Fiche technique
- Titre original : Kim Possible: A Sitch in Time
- Titre francophone : Kim Possible : La Clé du Temps
- Réalisation : Steve Loter
- Scénario : Bill Motz et Bob Roth
- Montage : John Royer et Ted Supa
- Production : Kurt Weldon
- Producteurs exécutifs : Mark McCorkle et Robert « Bob » Schooley
- Sociétés de production : Disney Television Animation et Disney Channel
- Sociétés de distribution : Buena Vista Télévision et Buena Vista Home Entertainment
  - États-Unis : Disney Channel (télévision) ; The Walt Disney Company (globale)
  - France : Disney Channel France (télévision) ; The Walt Disney Company France (globale)
- Pays de production :  États-Unis
- Langue originale : anglais
- Format : couleur - 1.78:1
- Genre : Animation
- Dates de sortie : 
  - États-Unis : 28 novembre 2003 sur Disney Channel (première diffusion) ; 16 mars 2004 (sortie vidéo)
  - France : 2004 sur Disney Channel France (première diffusion) ; 9 décembre 2004 (sortie vidéo)

 Sauf indication contraire, les informations mentionnées dans cette section peuvent être confirmées par la base de données cinématographiques IMDb,  présente dans la section « Liens externes ».

## Distribution

### Voix originales
- Christy Carlson Romano : Kimberly Ann « Kim » Possible
- Will Friedle :  Ronald « Ron » Stoppable
- Nancy Cartwright : Rufus
- Tahj Mowry : Wade
- Nicole Sullivan : Shego
- John DiMaggio : Drew Theodore « Dr Drakken » P. Lipsky
- Tom Kane : Monkey Fist
- Brian George : Duff Killigan
- Gary Cole : Dr James Possible
- Jean Smart: Dr Ann Possible
- Shaun Fleming : Jim et Tim Possible
- Raven-Symoné : Monique
- Kirsten Storms : Bonnie Rockwaller
- Dakota Fanning : Kim Possible du passé
- Harrison Fahn : Ron Stoppable du passé
- Michael Dorn : Rufus 3000
- Michael Clarke Duncan : Wade du futur
- Freddie Prinze Jr. : Jim et Tim Possible du futur
- Vivica A. Fox : Monique du futur
- Kelly Ripa : Bonnie Rockwaller du futur

### Voix françaises
- Noémie Orphelin : Kimberly Ann « Kim » Possible
- Donald Reignoux : Robin Trépide
- Michel Elias : Rufus / Dr Drakken
- Kelyan Blanc : Wallace
- Sophie Riffont : Shego
- Jean-Luc Kayser : lord Hugo Rille
- Hervé Caradec : Duff Killigan
- Pierre Laurent : Dr James Possible
- Laurence Sacquet : Monique
- Céline Mauge : Bonnie Rockwaller